# Tillbakalutad kvinna

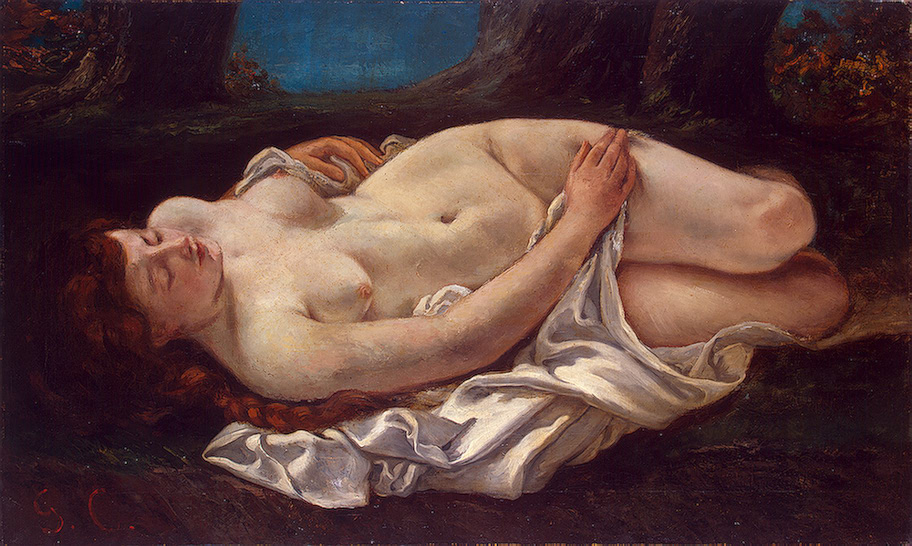
Tillbakalutande kvinna, 77 x 128 cm

Tillbakalutad kvinna, på franska Femme couchée, är en oljemålning av Gustave Courbet.
Tillbakalutad kvinna avspeglar konstnärens ambivalens vid denna tidpunkt, 1865–66, mellan att fortsätta med "god konst" i tidens romantiska tradition eller utveckla sitt intresse för realistisk konst.
Målningen fanns till slutet av andra världskriget i Bernhard Koehlers samling i Berlin. Den beslagtogs av Röda armén, fördes till Sovjetunionen och finns nu på Eremitaget i Sankt Petersburg.